# Straßenradsport-Weltmeisterschaften/Einzelzeitfahren der Junioren
Das Einzelzeitfahren der Junioren ist ein Wettbewerb bei den Straßenradsport-Weltmeisterschaften. Es wurde 1994 eingeführt, zusammen mit dem Einzelzeitfahren der anderen damals bestehenden Alterskategorien, d. h. der Männer, der Frauen und der der Juniorinnen. Es ersetzte das Mannschaftszeitfahren der Junioren. Es fand seitdem jedes Jahr statt, ausgenommen 2020, als das WM-Programm aufgrund der Corona-Pandemie stark zusammengestrichen wurde. Die zu fahrende Distanz beträgt in der Regel zwischen 20 und 30 Kilometern.
Von 1996 bis 2015 erhielten die Sieger eine spezielle Variante des Regenbogentrikots mit einer Stoppuhr auf den Bruststreifen.

## Palmarès
| Jahr | Austragungsort                      | Gold                                | Silber                              | Bronze                              |
| ---- | ----------------------------------- | ----------------------------------- | ----------------------------------- | ----------------------------------- |
| 1994 | Quito                               | Deane Rogers                        | Heath Sandall                       | Laurent Lefèvre                     |
| 1995 | Forlì                               | Joshua Collingwood                  | Mirko Lauria                        | Cadel Evans                         |
| 1996 | Novo mesto                          | Simone Lo Vano                      | Mathew Hayman                       | Jurij Kriwzow                       |
| 1997 | San Sebastián                       | Torsten Hiekmann                    | Michael Rogers                      | Alexei Markow                       |
| 1998 | Valkenburg                          | Fabian Cancellara                   | Torsten Hiekmann                    | Filippo Pozzato                     |
| 1999 | Treviso                             | Fabian Cancellara                   | Ruslan Kaioumow                     | Christian Knees                     |
| 2000 | Plouay                              | Piotr Mazur                         | Wladimir Gusew                      | Łukasz Bodnar                       |
| 2001 | Lissabon                            | Jurgen Van Den Broeck               | Oleksandr Kwatschuk                 | Niels Scheuneman                    |
| 2002 | Zolder                              | Michail Ignatjew                    | Mark Jamieson                       | Vincenzo Nibali                     |
| 2003 | Hamilton                            | Michail Ignatjew                    | Dimitri Grabowsky                   | Viktor Renäng                       |
| 2004 | Bardolino                           | Patrick Gretsch                     | Roman Kreuziger                     | Stefan Schäfer                      |
| 2005 | Oberwart                            | Marcel Kittel                       | Alexandru Pliușchin                 | Sjarhej Papok                       |
| 2006 | Spa-Francorchamps                   | Marcel Kittel                       | Étienne Pieret                      | Tony Gallopin                       |
| 2007 | Aguascalientes                      | Taylor Phinney                      | John Degenkolb                      | Nikita Novikov                      |
| 2008 | Kapstadt                            | Michał Kwiatkowski                  | Jakob Steigmiller                   | Taylor Phinney                      |
| 2009 | Moskau                              | Luke Durbridge                      | Lawson Craddock                     | Lasse Norman Hansen                 |
| 2010 | Offida                              | Bob Jungels                         | Jasha Sütterlin                     | Lawson Craddock                     |
| 2011 | Kopenhagen                          | Mads Würtz Schmidt                  | James Oram                          | David Edwards                       |
| 2012 | Valkenburg                          | Oskar Svendsen                      | Matej Mohorič                       | Maximilian Schachmann               |
| 2013 | Florenz                             | Igor Decraene                       | Mathias Krigbaum                    | Zeke Mostov                         |
| 2014 | Ponferrada                          | Lennard Kämna                       | Adrien Costa                        | Michael Storer                      |
| 2015 | Richmond                            | Leo Appelt                          | Adrien Costa                        | Brandon McNulty                     |
| 2016 | Doha                                | Brandon McNulty                     | Mikkel Bjerg                        | Ian Garrison                        |
| 2017 | Bergen                              | Thomas Pidcock                      | Antonio Puppio                      | Filip Maciejuk                      |
| 2018 | Innsbruck                           | Remco Evenepoel                     | Lucas Plapp                         | Andrea Piccolo                      |
| 2019 | Harrogate                           | Antonio Tiberi                      | Enzo Leijnse                        | Marco Brenner                       |
| 2020 | nicht ausgetragen (Corona-Pandemie) | nicht ausgetragen (Corona-Pandemie) | nicht ausgetragen (Corona-Pandemie) | nicht ausgetragen (Corona-Pandemie) |
| 2021 | Brügge                              | Gustav Wang                         | Joshua Tarling                      | Alec Segaert                        |
| 2022 | Wollongong                          | Joshua Tarling                      | Hamish McKenzie                     | Emil Herzog                         |
| 2023 | Stirling                            | Oscar Chamberlain                   | Ben Wiggins                         | Louis Leidert                       |
| 2024 | Zürich                              | Paul Seixas                         | Jasper Schoofs                      | Matisse Van Kerckhove               |

## Medaillenspiegel
| Platz  | Land               | Gold | Silber | Bronze | Gesamt |
| ------ | ------------------ | ---- | ------ | ------ | ------ |
| 1      | Deutschland        | 6    | 4      | 7      | 17     |
| 2      | Australien         | 4    | 5      | 3      | 12     |
| 3      | Belgien            | 3    | 1      | 2      | 6      |
| 4      | Vereinigte Staaten | 2    | 4      | 5      | 11     |
| 5      | Italien            | 2    | 2      | 3      | 7      |
| 6      | Russland           | 2    | 2      | 2      | 6      |
| 7      | Dänemark           | 2    | 2      | 1      | 5      |
| 8      | Großbritannien     | 2    | 2      | 0      | 4      |
| 9      | Polen              | 2    | 0      | 1      | 3      |
| 10     | Schweiz            | 2    | 0      | 0      | 2      |
| 11     | Frankreich         | 1    | 1      | 2      | 4      |
| 12     | Luxemburg          | 1    | 0      | 0      | 1      |
| 12     | Norwegen           | 1    | 0      | 0      | 1      |
| 14     | Ukraine            | 0    | 2      | 1      | 3      |
| 15     | Niederlande        | 0    | 1      | 1      | 2      |
| 16     | Moldau             | 0    | 1      | 0      | 1      |
| 16     | Neuseeland         | 0    | 1      | 0      | 1      |
| 16     | Slowenien          | 0    | 1      | 0      | 1      |
| 16     | Tschechien         | 0    | 1      | 0      | 1      |
| 20     | Belarus            | 0    | 0      | 1      | 1      |
| 20     | Schweden           | 0    | 0      | 1      | 1      |
| Gesamt | Gesamt             | 30   | 30     | 30     | 90     |